# Daisy Bates
Daisy Bates (ur. 16 października 1859 w Roscrea, zm. 18 kwietnia 1951 w Adelaide) – australijska dziennikarka i antropolożka pochodząca z Irlandii.

## Życie prywatne
Urodziła się w Roscrea w Irlandii jako Margaret Dwyer. Jej rodzicami byli James Edward O’Dwyer i Marguarette z domu Hunt. 20 grudnia 1862 jej matka zmarła na gruźlicę. Ojciec poślubił 21 września 1864 Mary Dillon i wyemigrował do USA. Zmarł w drodze. Daisy była wychowywana przez krewnych w Roscrea, gdzie ukończyła szkołę. W wieku 23 lat wyjechała do Australii i zmieniła imię na Daisy May O’Dwyer. Znalazła pracę na farmie koło Charters Towers w Queensland jako guwernantka.
13 marca 1884 poślubiła Edwina Murranta, znanego jako Breaker Morant. Małżeństwo nie trwało długo. 17 lutego 1885 w Nowrze poślubiła kowboja Jacka Batesa. Gdy wyruszył przepędzać bydło, wyjechała do Sydney, gdzie 10 czerwca 1885 poślubiła Ernesta Baglehole. Wkrótce zeszła się znowu z Batesem. W 1886 urodził im się syn Arnold. Pozostawiła ich obu w Australii i wyjechała do Londynu w 1894, gdzie przez 5 lat pracowała jako dziennikarka.

## Życie z Aborygenami

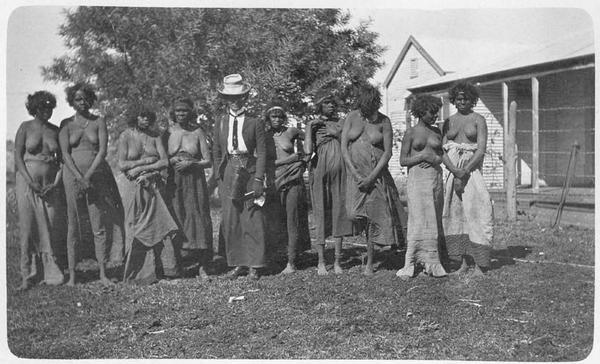
Daisy Bates z grupą aborygeńskich kobiet ok. 1911

Powróciła do Australii w 1899. Po artykułach w The Times o złym traktowaniu Aborygenów zaproponowała gazecie zbadanie sprawy. Oferta została przyjęta. Pierwszy kontakt z Aborygenami miała w Beagle Bay niedaleko Broome. Zaczęła tworzenie słowników i mogła zobaczyć tajne rytuały. W 1904 została zatrudniona przez rząd Australii Zachodniej do badania lokalnych plemion. Badała i opisywała języki, mity, religię i relacje rodzinne.
W 1910-1911 towarzyszyła profesorowi Alfredowi Radcliffe-Brownowi w ekspedycji etnologicznej mające na celu zbadanie zwyczajów ślubnych w Australii Zachodniej. Została mianowana Obrońcą Aborygenów. W 1912 stworzyła pierwszy obóz na pustyni Nullarbor, na której spędziła 16 lat.
W 1934 odznaczona Komandorią Orderu Imperium Brytyjskiego (CBE).
Zaprzyjaźniła się z dziennikarką Ernestine Hill, która pomogła jej powrócić do Adelaide w 1935 i wydać autobiografię. Opracowała również swoją dokumentację i przekazała 99 skrzyń do Biblioteki Narodowej Australii.
W 1941 powróciła do życia w namiocie, aż do 1945, kiedy powróciła do Adelaide ze względów zdrowotnych. Zmarła w wieku 91 lat i została pochowana na cmentarzu North Road.